# Ambahikily
Ambahikily est une commune urbaine malgache située dans la partie nord-ouest de la région d'Atsimo-Andrefana.
D'après l'histoire le village d'Ambahikily se trouvait à l'époque à 6 km à l'est de sa position actuelle, où il avait subi des inondations qui déracinaient des arbres (d'où son nom Ambahakily : aux racines des tamarins, mais pour des raisons de commodité on l’appelle Ambahikily). À la suite des fréquentes inondations, le village se déplaçait vers l'ouest à sa position actuelle. le village d'Ambahikily abritait le dernier le roi de cette région (le père de Taomafana qui était désigné gouverneur, par le colon) où on trouve encore ses descendants. (pour plus d'information voir le livre écrit par Jean Baptiste Takidisoratra, ou encore les ouvrages de Ottino)
Pour plus de précision, le village d'Ambahikily est une commune rurale.